# Stylidium adpressum
Stylidium adpressum är en tvåhjärtbladig växtart som beskrevs av George Bentham. Stylidium adpressum ingår i släktet Stylidium och familjen Stylidiaceae. Utöver nominatformen finns också underarten S. a. patens.